# Arnold Cooke
Arnold Arkinson Cooke (Gomersal, 4 november 1906 – Five Oak Green, 13 augustus 2005) was een Brits componist.
Cooke kwam uit een familie van tapijtmakers. Hij kreeg onderwijs aan de Respton School en het Conville & Caius College te Cambridge. Eerst ging zijn aandacht uit naar geschiedenis, maar al snel verruilde hij dat voor muziek. Van 1929 tot 193  mocht hij bij Paul Hindemith studeren aan de Universiteit van de Kunsten in Berlijn. Hij was destijds een van de weinige componisten in opkomst, die tijdens het interbellum in het buitenland studeerde. Cooke had al in zijn hoofd waar hij heen wilde, maar zocht juist Hindemith uit om hem daarin te begeleiden. Later keerde hij terug naar Engeland en werd leider van het Festival Theater in Cambridge. In 1933 werd hij benoemd als professor aan het Royal Manchester College of Music, dat nu bekend is onder de naam Royal Northern College of Music. In 1938 vestigde hij zich in Londen.
Gedurende dejaren dertig steeg zijn bekendheid. Diverse werken van hem werden door bekende musici geïnterpreteerd. In 1941 volgde de première van zijn pianoconcert, vlak voor dat hij werd opgeroepen, de première werd gegeven door het BBC Symphony Orchestra onder leiding van Louis Kentner.
Tijdens de Tweede Wereldoorlog was hij ingedeeld bij de Royal Navy, eerst aan boord van het vliegdekschip HMS Victorious R38, later werd hij een verbindingsofficier aan boord van een Noors escortschip en een Nederlands sleepvaartuig, dat mee deed bij de landing op D-Day. Na de demobilisatie vertrok hij naar Londen en richtte mede het Composers Guild of Great Britain op. Van 1947 tot aan zijn pensioen in 1978 was hij professor harmonie en compositie aan het Trinity College of Music in Londen. In 1948 kreeg hij het doctoraat van de Universiteit van Cambridge. Zijn composities stokte na een hartaanval in 1993.

## Muziek
Cooke bewoog zich binnen de traditionele genres en componeerde veel. Hij schreef twee opera’s:
- 'Mary Barton (1954) naar een boek van Elizabeth Gaskell en
- The Invisible Duke (1976).
Zijn ballet Jabez en the Devil (1961) kwam na een opdracht van het Royal Ballet. Hij schreef zes symfonieën, diverse concertos, kamermuziek etc. etc. Hindemith is bijna altijd op de achtergrond herkenbaar, soms weggewerkt onder Britse lyriek.

## Oeuvre (geselecteerd)

### Opera
- Mary Barton, op.27(1949-54)
- The Invisible Duke (1976)

### Ballet
- Jabez en the Devil, op.50 (1961)

### Werken voor zang en/of koor
- Holderneth – Cantata (1937)
- Nocturnes – 5 Liederen voor sopraan, hoorn en piano (1956)
- Songs of Innocence voor sopraan, klarinet en piano (1957)
- Ode on St Cecilia’s Day voor solisten, koor en orkest, op.57 (1967)
- The Seamew voor stem, dwarsfluit, hobo en strijkkwartet (1980)
- O Men from the Fields voor stemmen (1967)
- Five Songs of William Blake voor bariton, altblokfluit en piano (1987)

### Muziek voor orkesten
- Piano Concerto, op.11 (1940)
- Symfonie nr.1 (1947)
- Concerto in D major voor string orchestra (1948)
- Concerto voor hobo en string orchestra (1954)
- Klarinet Concerto nr.1 (1957)
- Concerto voor altblokfluit en string orchestra (1957)
- Viool Concerto (1959)
- Concerto for small orchestra, op.48 (1960)
- Symfonie nr.2 (1963)
- Symfonie nr. 3 (1967)
- Variations on a theme of Dufay (1969)
- Symfonie nr.4 (1974)
- Cello Concerto (1975)
- Symfonie nr.5 (1979)
- Klarinet Concerto nr.2 (1984)
- Symfonie nr.6 (1984)
- Concerto voor Orchestra (1986)

### Muziek voor kamerorkesten
- Octet, op.1  (1931)
- Harp Quintet, op. 2 (1932)
- Strijkkwartet nr. 1 (1935)
- Sonata voor Altviool en Piano (1937)
- Sonata nr.2 voor Viool en Piano (1951)
- Sinfonietta voor 11 Instrumenten, op.31 (1954)
- Quartet voor Hobo en Strijkers (1956)
- Sonata voor Klarinet en Piano (1959)
- Theme en Variations voor solo blokfluit, op.65
- Sonata voor altblokfluit en piano
- Klarinet Quintet (1962)
- Quartet-Sonata voor Blokfluit, Viool, Cello en Clavecimbel (1964-65)
- Sonata Nr.2 voor Cello en Piano (1980)

### Pianomuziek
- Sonata voor 2 piano’s, op.8
- Piano Sonata Nr.1
- Suite in C major (1943-4, rev. 1963)
- Piano Sonata Nr.2 (1966)

### Orgelmuziek
- Prelude, Aria en Finale
- Fugal Adventures
- Fantasia, op.60
- Toccata en Aria, op.70
- Suite (1989)
- Impromptu

- Bibsys: 41701
- Bibliothèque nationale de France: cb13929851t (data)
- CiNii: DA10207854
- Gemeinsame Normdatei: 12088934X
- International Standard Name Identifier: 0000 0000 8412 1985
- Library of Congress Control Number: n81062110
- Nationale Bibliotheek van Letland: 000117756
- MusicBrainz: 0f17226e-d72c-4dff-bb98-9da10d88a6a4
- Nationale Bibliotheek van Tsjechië: xx0155175
- Nationale bibliotheek van Australië: 36543398
- Nationale Bibliotheek van Israël: 987007318460305171
- Nederlandse Thesaurus van Auteursnamen: 074927485
- Réseau des bibliothèques de Suisse occidentale: 02-A003133244
- Système universitaire de documentation: 160201187
- Virtual International Authority File: 115188749
- WorldCat: E39PBJt3XBhmcr6jqxxctghmBP